# Triancyra ornatipes
Triancyra ornatipes là một loài tò vò trong họ Ichneumonidae.